# Gebirgsgrashüpfer
Der Gebirgsgrashüpfer (Stauroderus scalaris) ist eine Kurzfühlerschrecke aus der Familie der Feldheuschrecken (Acrididae).

## Merkmale

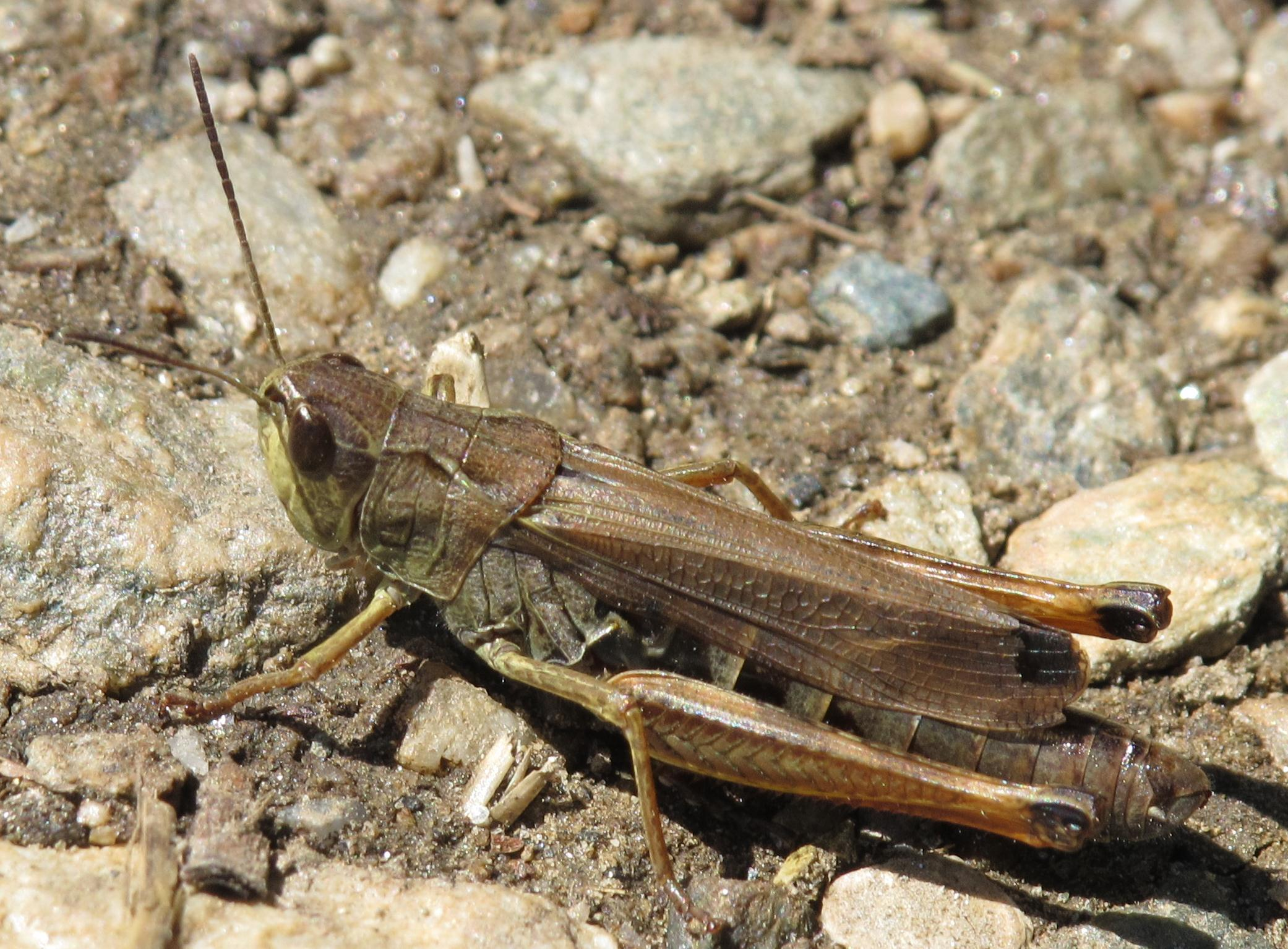
Gebirgsgrashüpfer (Stauroderus scalaris), Weibchen

Mit  18 bis 21 Millimeter (Männchen) bzw. 23 bis 27 Millimeter (Weibchen) Körperlänge ist diese Art etwas größer als die verwandten Chorthippus-Arten.  Ihr Körper ist von  brauner,  gelblicher oder olivgrüner Grundfarbe.  Die Hinterschienen (Tibien) sind rot oder gelb.
Die Hinterflügel sind dunkelbraun.  Die Vorderflügel des Männchens sind an den Spitzen dunkel, mit auffälliger Flügeladerung:  das Medial- und Costalfeld sind  erweitert und  regelmäßig quer geadert.  Die Weibchen haben helle Vorderflügel, deren Medialfeld ebenfalls erweitert, aber netzförmig geadert ist.

## Lebensraum
Der Gebirgsgrashüpfer lebt auf trockenen, steinigen Bergwiesen. In Deutschland ist die Art, die früher auch im Harz, auf der Schwäbischen Alb und im Allgäu vorkam, sehr selten geworden und ist wohl nur noch im südlichen Schwarzwald zu finden. In den Schweizer Alpen gibt es noch größere Bestände.

## Gesang
Adulte Tiere treten von Juli bis September auf. Die Männchen können viele verschiedene Laute hervorbringen. Meist wird durch das Auf- und Ab-Bewegen der Schenkel erst ein weich schwirrender Laut erzeugt, darauf durch Hochreißen der Schenkel ein harter Schnarrton:  (dsch-trr - dsch-trr - dsch-trr...).  Außerdem ist beim Fliegen bei beiden Geschlechtern ein weiches Flugschnarren zu hören.

## Gefährdung und Schutz
Der Gebirgsgrashüpfer ist in Deutschland auf der Roten Liste der gefährdeten Arten als vom Aussterben bedroht (Kategorie 1) eingestuft.